# 孫惟信

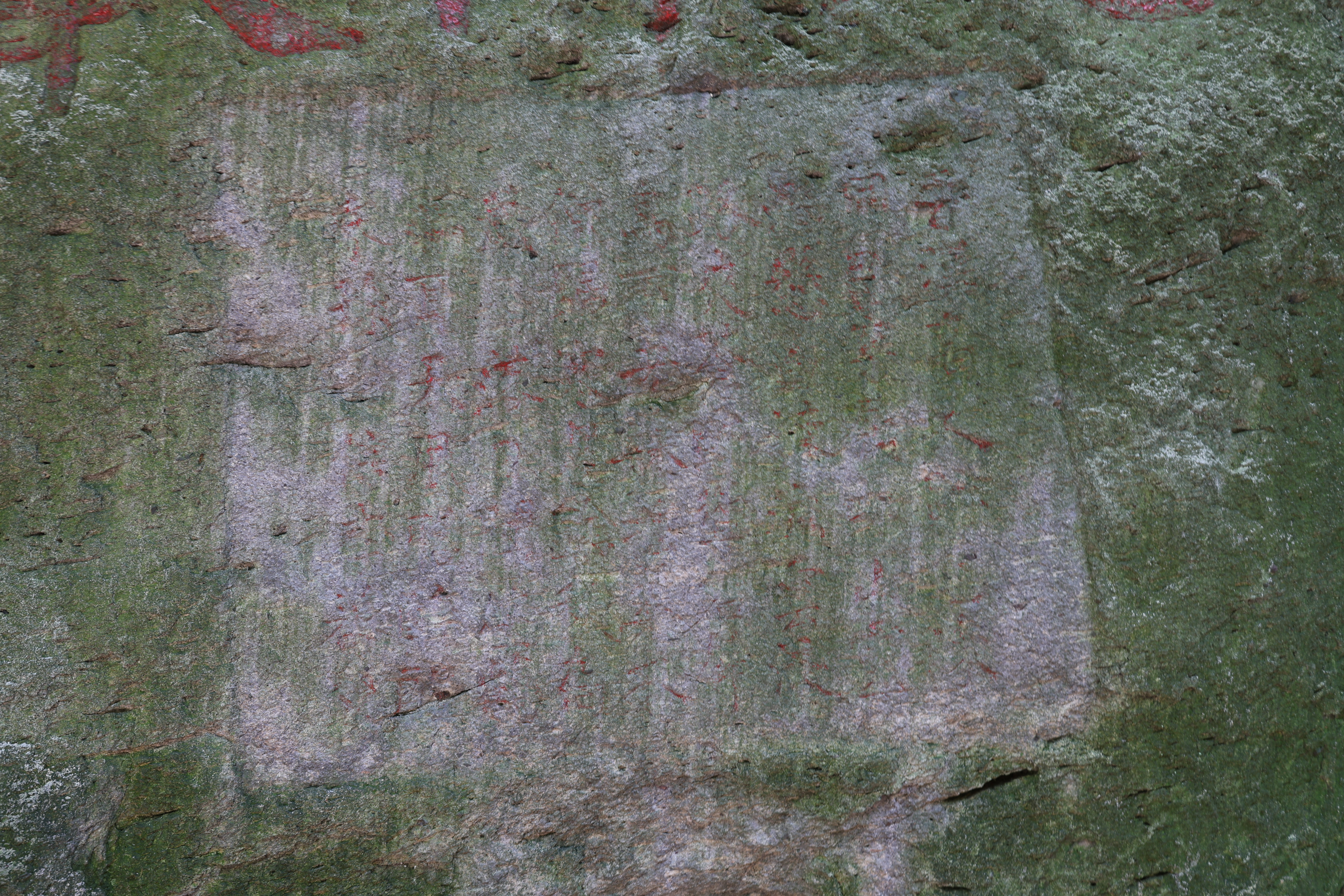
孫惟信在杭州臨安玲瓏山留下的詩刻：“晋汉高人迹已陈，同君穿屐扣山灵。涧悬白练流云液，路夹苍虬耸石屏。鸟下老藤摇翠木，僧归寒屋钥秋扃。萧萧落日闻笙鹤，满耳天风聒醉醒。”

孫惟信（1178—1243），字季蕃，號花翁。祖籍開封。南宋江湖詩派詩人。

## 生平
孫惟信的曾祖父孫昇、祖父孫可、父親孫䫨都是武官出身。宋光宗朝，孫惟信曾以門蔭出仕，任監當官。後棄官，隱居西湖。他非常貧窮，家徒壁立，但他對此晏然處之。他住在下天竺寺的廨院，自己開灶做飯。孫惟信與趙師秀、趙仲白、曾極、翁定等人友善，“多見前輩、多聞舊事”，他尤其工于填詞（長短句），原本孫惟信以詩名，寶慶年間，書商陳起刻《江湖集》，語涉史彌遠，彌遠怒，令皇帝下詔禁止士大夫作詩，孫惟信也因此改攻作詞。他在當時的文人圈子中聲望較高，“名重江浙”。當時的公卿們一聽孫惟信來訪，都倒屣相迎。孫惟信言談時，只有山川風月，其他都不掛口。孙惟信卒于淳祐三年（1243），享年六十五歲。赵与𥲅为他营葬，刘克庄为他撰写了墓志铭，杜范撰寫了祭文。